# Copa de la CERS 2013-2014
La vint-i-novena edició de la Copa de la CERS, s'inicià el 9 de novembre de 2013 i finalitzà el 6 d'abril de 2014.

## Fase preliminar
(09/11/13 - 23/11/13)
- 1 - Coutras 5-2 Prato / Prato 8-3 Coutras (8-10)
- 2 - Voltregà 3-3 Bassano / Bassano 5-4 Voltregà (8-7)
- 3 - Wimmis 2-7 Igualada / Igualada 12-1 Wimmis (19-3)
- 4 - Geneve 6-3 La Vandéenne / La Vandéenne 4-2 Geneve (7-8)
- 5 - Follonica 16-0 Wolfurt /	Wolfurt 0-10 Follonica (26-0)
- 6 - Forte Dei Marmi 11-2 Montreux /	Montreux 6-12 Forte Dei Marmi (8-23)
- 7 - Walsum 1-3 Lleida / Lleida 5-2 Walsum (8-3)
- 8 - Breganze 6-2 Candelária / Candelaria 5-4 Breganze (7-10)
- 9 - Noia Freixenet 4-3 Lyon / Lyon 1-4 Noia Freixenet (4-8)
- 10 - Turquel 15-1 Darmstadt / Darmstadt 2-6 Turquel (3-21)
- 11 - Uri 1-7 Barcelos / Barcelos 10-1 Uri (17-2)
- 12 - Dornbirn 3-11 Braga / Braga 4-1 Dornbirn (15-4)
- 13 - Merignac 8-2 Biasca / Biasca 5-6 Merignac (7-14)
- 14 - Saint Brieuc 5-6 Cronenberg / Cronenberg 4-3 Saint Brieuc (10-8)

## Vuitens de final
(14/12/13 - 18/01/14)
- 15 - Follonica 4-5 Turquel / Turquel 1-0 Follonica (6-4)
- 16 - Lleida 4-5 Forte Dei Marmi / Forte Dei Marmi 6-6 Lleida (11-10)
- 17 - Bassano 5-3 Merignac / Merignac 5-12 Bassano (8-17)
- 18 - Noia Freixenet 4-3 Braga / Braga 0-1 Noia Freixenet (3-5)
- 19 - Ramscheid 4-5 Geneve / Geneve 13-3 Ramscheid (18-7)
- 20 - Barcelos 3-5 Breganze / Breganze 6-4 Barcelos (10-7)
- 21 - Prato 4-3 Igualada / Igualada 10-2 Prato (13-6)
- 22 - Cronenberg 3-3 CP Vic / CP Vic 5-1 Cronenberg (8-4)

## Quarts de final
(08/02/14 - 22/02/14)
- 23 - Turquel 5-3 Forte Dei Marmi / Forte Dei Marmi 14-2 Turquel (7-17)
- 24 - Bassano 3-2 Noia Freixenet / Noia Freixenet 8-2 Bassano (5-10)
- 25 - Geneve 2-8 Breganze / Breganze 5-5 Geneve (7-13)
- 26 - CP Vic 2-2 Igualada / Igualada 4-2 CP Vic (6-4)

## Final Four 2014
|  | Semifinals                  | Semifinals      |   |  | Final                       | Final |  |
|  |                             |                 |   |  |                             |       |  |
|  | 5 d'abril – Forte dei Marmi |                 |   |  |                             |       |  |
|  | Hockey Forte                | 1(1)            |   |  |                             |       |  |
|  | CE Noia Freixenet           | 1(2)            |   |  |                             |       |  |
|  |                             |                 |   |  |                             |       |  |
|  |                             |                 |   |  | 6 d'abril – Forte dei Marmi |       |  |
|  |                             |                 |   |  | CE Noia Freixenet           | 4     |  |
|  |                             | Breganze Hockey | 3 |  |                             |       |  |
|  |                             |                 |   |  |                             |       |  |
|  |                             |                 |   |  |                             |       |  |
|  |                             |                 |   |  |                             |       |  |
|  | 5 d'abril – Forte dei Marmi |                 |   |  |                             |       |  |
|  | Breganze Hockey             | 4(3)            |   |  |                             |       |  |
|  | Monbus Igualada HC          | 4(2)            |   |  |                             |       |  |

### Semifinals
|     | Equip 1         | Resultat    | Equip 2            |
| --- | --------------- | ----------- | ------------------ |
| SF1 | Hockey Forte    | 1(1) - 1(2) | CE Noia Freixenet  |
| SF2 | Breganze Hockey | 4(3) - 4(2) | Monbus Igualada HC |

### Final
|   | Equip 1           | Resultat | Equip 2         |
| - | ----------------- | -------- | --------------- |
| F | CE Noia Freixenet | 4 - 3    | Breganze Hockey |

Campió:Noia Freixenet